# Pauline McLynn
Pauline McLynn (ur. 11 lipca 1962) – irlandzka aktorka filmowa i telewizyjna.

## Filmografia
seriale
- 1995-1998: Ojciec Ted jako pani Doyle
- 1987: French and Saunders jako zagorzała fanka
- 2004: Shameless jako Libby Croker
- 2011: Threesome jako Lorraine Heston, mama Alice

film
- 1988: Troubles jako pielęgniarka
- 1999: Prochy Angeli jako ciocia Aggie
- 2005: Gypo jako Helen
- 2009: Calling, The jako siostra Hilda

## Nagrody i nominacje
Za rolę w serialu Ojciec Ted w 1996 wygrała nagrodę British Comedy Awards w kategorii najlepszej aktorki komediowej oraz za rolę Helen w filmie Gypo została nominowana do nagrody IFTA.